# Episodi di New York Undercover (quarta stagione)
La quarta stagione della serie televisiva New York Undercover è stata trasmessa in anteprima negli Stati Uniti d'America dalla Fox tra l'8 gennaio 1998 e l'11 febbraio 1999.
| nº | Titolo originale       | Titolo italiano | Prima TV USA     | Prima TV Italia |
| -- | ---------------------- | --------------- | ---------------- | --------------- |
| 1  | Change, Change, Change |                 | 8 gennaio 1998   |                 |
| 2  | Drop Dead Gorgeous     |                 | 15 gennaio 1998  |                 |
| 3  | Pipeline               |                 | 22 gennaio 1998  |                 |
| 4  | Spare Parts            |                 | 29 gennaio 1998  |                 |
| 5  | Mob Street             |                 | 12 febbraio 1998 |                 |
| 6  | Rat Trap               |                 | 12 marzo 1998    |                 |
| 7  | Quid Pro Quo           |                 | 19 marzo 1998    |                 |
| 8  | Capital Punishment     |                 | 26 marzo 1998    |                 |
| 9  | The Unusual Suspects   |                 | 28 maggio 1998   |                 |
| 10 | Sign o' the Times      |                 | 4 giugno 1998    |                 |
| 11 | Going Native           |                 | 11 giugno 1998   |                 |
| 12 | The Troubles           |                 | 25 giugno 1998   |                 |
| 13 | Catharsis              |                 | 11 febbraio 1999 |                 |